# Opi (település)
Opi község (comune) Olaszország Abruzzo régiójában, L’Aquila megyében.

## Fekvése
A megye délkeleti részén fekszik. Határai: Civitella Alfedena, Pescasseroli, San Donato Val di Comino, Scanno és  Settefrati.

## Története
Alapítására vonatkozóan nincsenek pontos adatok. A középkortól kezdődően a szomszédos Pescasseroli része volt. Önállóságát a 19. század elején nyerte el, amikor a Nápolyi Királyságban felszámolták a feudalizmust.

## Népessége
A népesség számának alakulása:

## Főbb látnivalói
- Palazzo Baronale (18. század)
- San Giovanni Battista-kápolna
- Santa Maria Assunta-templom